# Le Souffleur à la pipe
Le Souffleur à la pipe est un tableau du peintre lorrain Georges de La Tour réalisé en 1646. De format vertical, cette huile sur toile est le portrait à mi-corps, devant un fond sombre, d'un garçon aperçu par son profil droit alors qu'il souffle sur un tison, une pipe à la main gauche. Redécouverte dans le Sud de la France en 1973, l'œuvre est conservée au musée d'Art Fuji de Tokyo, à Tokyo, au Japon.

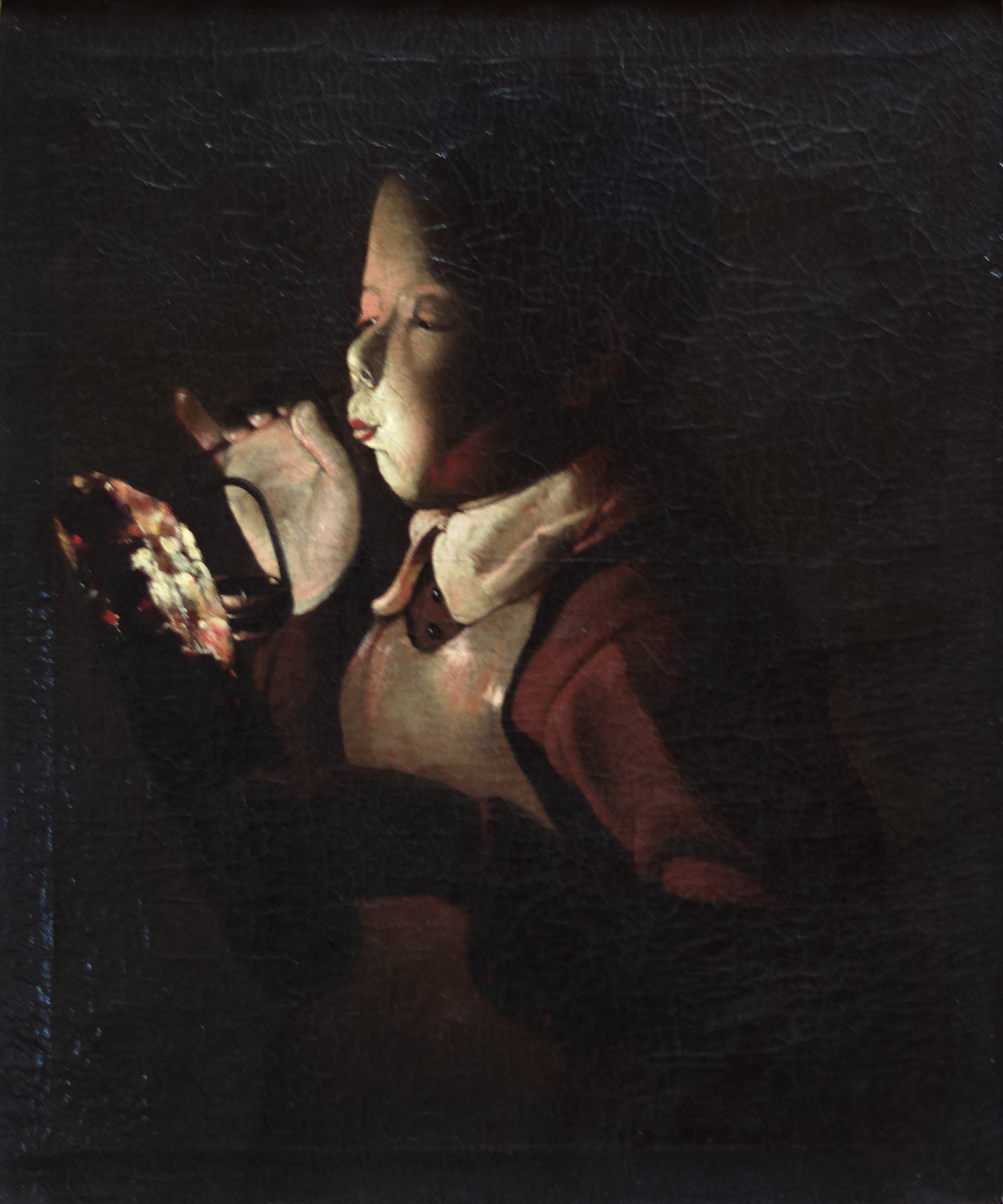
Le Souffleur à la lampe, vers 1640 – Musée des Beaux-Arts de Dijon.
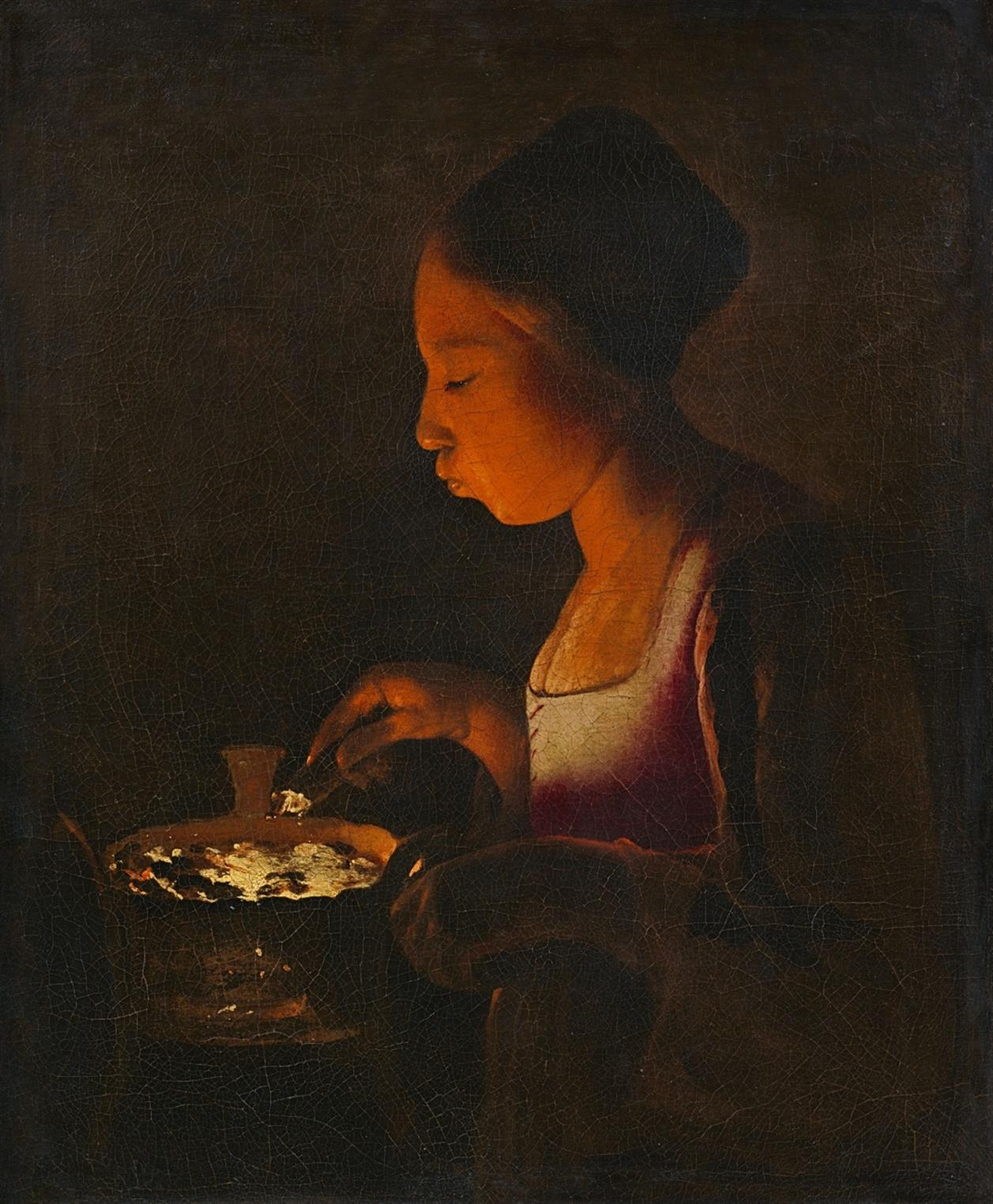
La Fillette au braisier, vers 1646-1648 – Louvre Abou Dabi, Abou Dabi.